# Umberto Locati
Umberto Locati, né à Castel San Giovanni dans la province de Plaisance le 4 mars 1503 et mort à Plaisance (Italie) le 17 octobre 1587, est un évêque et chroniqueur italien du XVIe siècle.

## Biographie
Né de parents obscurs, dans un bourg du Plaisantin, il entre en 1520 dans l’Ordre des Prêcheurs à Plaisance, et acquiert en peu de temps une connaissance approfondie du latin et de l’italien : il suit cependant les cours de philosophie et de théologie. Sa réputation ne tarda pas à franchir les murs de son couvent : il est nommé inquisiteur de la foi à Pavie ; et quelques années après il revient exercer les mêmes fonctions à Plaisance. En 1566, le pape Pie V le nomme commissaire général de l’inquisition à Rome, et le choisit en même temps pour son confesseur. Umberto est élevé, en 1568, sur le siège épiscopal de Bagnorea ; et l’on assure que le souverain pontife avait l’intention de l’honorer de la pourpre, mais qu’il en est détourné par le cardinal Alexandre Farnèse. Quoi qu’il en soit, Umberto gouverne son diocèse avec beaucoup de sagesse. Étant tombé malade à Rome et croyant sa fin prochaine, il se fait élever un tombeau dans l’église Santa Sabina, avec une inscription fort modeste. Il recouvre cependant la santé ; mais ne se sentant pas en état de continuer ses fonctions pastorales, il se démet de son évêché, et se retire en 1581 au couvent de son ordre, à Plaisance, où il passe ses dernières années dans la retraite et la prière. Il y meurt le 17 octobre 1587.

## Œuvres
- De Placentinæ urbis origine, successu et laudibus seriosa narratio, Crémone, 1564, in-4°, ibid., 1614. Grævius a inséré cet ouvrage dans le Thesaurus antiquitatum Italiæ, t. 3. L’auteur l’avait traduit lui-même en italien. Sa chronique commence à l’an 70, sous le règne de Vespasien : elle est remplie de fables et de détails si peu intéressants, qu’elle ne mérite plus d’être consultée depuis qu’on a l’Histoire de Plaisance par Poggiali.
- Italia travagliata, etc., Venise, 1576, in-4°. C’est une histoire des guerres dont l’Italie a été le théâtre depuis la descente d’Énée dans le Latium jusqu’au 16e siècle. Cette compilation, dit Tiraboschi, a peu de lecteurs et n’en mérite aucun (Istor. litter., t. 7, p. 899).
- Opus judiciale inquisitorum ex diversis theologis et juris doctoribus extractum, Rome, 1570, Venise, 1583, in-4°.